# Baldi's Basics in Education & Learning
《Baldi's Basics in Education & Learning》은 Mystman12라는 예명을 쓰는 인디 게임 개발자 마이카 맥고니걸이 제작한 호러 게임이다. 한국에서는 《발디의 수학교실》이라는 팬이름으로도 알려져 있다. 이 게임은  2018년 3월 31일 itch.io에 출시되었다. 출시되자마자 이 게임은 글, 주제소재, 캐릭터, 악곡, 독창성, 게임방식에 대한 극찬을 받았다.

## 게임 방법
Baldi's Basic(약칭)은 1인칭 시점 형식의 1인칭 생존 호러 게임이다. 이 게임에서 플레이어는 어떤 학생을 컨트롤해서 7개의 공책을 모두 찾아야 한다. 공책을 찾았을때는 먼저 상술했듯 You Can Thinkpad에 나오는 수학 문제 3개를 풀어야 한다. (2번째 공책 마지막 문제부터 마지막 공책까지 마지막 문제는 숫자가 겹쳐저 있어 전혀 알아볼 수 없다.) 또한 더 많은 공책을 찾으려면 먼저 두 공책을 찾아서 세 갈래에 있는 노란 출구 또는 출입구를 잠금해제 해야 한다. 하지만 한 문제를 틀릴 경우에는 발디를 화나게 만들어서 발디가 플레이어를 쫓아오며, 이후 문제를 틀린 횟수에 비례하여 발디의 속도는 빨라진다.
플레이어가 문제를 얼마나 많이 틀렸는지에 따라서 엔딩이 결정되기도 한다.

## 개발
Baldi's Basic은 하루동안 mystman12가 개발했다.
또한 mystman12는 모든 작업을 혼자서 하였다.

### 게임 디자인
게임 디자인은 1990년대 특유의 열악한 3D 게임 엔진을 가지고 있는데, 사실 그런 컨셉으로 만들었다고 한다. (실제로 당시 3D 그래픽 기술이 워낙 열악해 제작자의 의도와는 다르게 플레이어에게 공포감을 주는 경우가 많았는데, 제작자는 이것을 노리고 일부러 공포감을 주기 위해 1990년대의 열악한 3D 그래픽으로 게임을 구현한 것이라고 인정했다.)
그때의 그래픽을 여러 가지 방식으로 잘 구연했는데, 게임속의 캐릭터들은 사진형식으로만 존재하기 때문에 입체감이 전혀 느껴지지 않으며, 심지어 뚫고 갈수도 있다. 또한 오브젝트들은 비트레이트를 깨쳐놔서 화질이 좋지 아니하며 대부분도 그려서 만든 형식이 아닌 사진을 찍은것을 그대로 올린듯한 모습이다.

### 대사 작성
대사에도 옛날의 저질 게임 형식을 구연하기 위해 노력했는데, 대부분의 글씨체는 멍청해보여서 평가가 좋지 않은 Comic Sans를 사용되었으며, Incredible(놀라운)을 Increible(노라운)이라고 하거나 Notebook(공책)을 Noteboo(공채)라고 하는 등 오타도 난무하다.
또한 대화창을 구현하지 못해서 결국 캐릭터들의 대사는 다 음성 녹음으로 대체하였다.

### 음악
게임 음악도 저질적인 면을 구연하려 노력했는데, 모든 노래가 음정이 불안전한 MIDI 음악을 썼다는 것으로 알 수 있다.

### 영향받은 게임들
제작자는 게임 홈페이지에서 이런 점을 잘 살리기 위해 소닉의 스쿨하우스, I.M. Meen, 3D 공룡 어드벤처: 공룡을 구하라와 같은 그래픽을 재현했다고 한다.

## 캐릭터

### 교직원
플레이어에게 큰 영향을 주는 사람들이니 마주치면 꼭 피하는 게 좋다.

발디 (영어: Baldi)
선생님이며, 문제를 틀릴수록 빨라져 플레이어를 잡는다. 3개의 문제를 다 맞출 시 25센트짜리 동전을 준다.(자를 들고 있다.) 여담으로 발디의 영어이름인 baldi는 영어로 대머리라는 뜻의 baldy와 철자가 거의 같고, 발음 또한 같다. 실제로 발디의 머리카락이 단 한가닥인 것을 보면 플레이어를 못 잡아서 탈모가 걸린것으로 보인다. 문제를 틀리면 패드에서 웃는 모습에서 화난 모습으로 변한다. 이때 입술 텍스쳐가 깨진다. 나중에 fild trip에서도 등장하는데 불이 다 꺼지면 따돌릴 수 없는 속도로 쫓아온다.
교장선생님 (영어: Principal of the Thing)
플레이어를 제외한 캐릭터들 중 '그나마' 정상적인 캐릭터. 플레이어가 규칙을 어기면 교장실로 끌고 간다. (복도에서 뛰거나,B소다를 마시거나,교무실(나무문)로 들어가는게 눈에 띄면 잡아가는 거다. 하지만 몰래는 괜찮다.) 불량배인 벌리를 없앨 수 있다. 교장실에 잡혀가면 처음엔 15초, 30초, 45초, 60초, 마지막에는 99초 구금된다.
fild trip에서는 이스터에그로 출연한다. 노란색 나비넥타이를 끼고 있다.
펌프 선생님(영어:mrs.pomp)
늦지 않게 선생님의 반으로 와야 한다. 안 그러면 야단을 치는 데 그 소리가 매우 시끄럽다. 그럼 발디가 그쪽으로 온다. +에서만 나온다.

### 서브
학생
플레이타임 (영어: Playtime)
플레이어에게 줄넘기를 시키는 장애물 캐릭터. 안전가위로 줄넘기를 잘라 탈출할 수 있다. 그러지 않으면 5번 줄넘기를 해야 한다. 걸리면 처음부터 다시해야 한다.
불량배 벌리 (영어: It's a Bully)
플레이어가 가지고 있는 아이템을 뺏는다. 아이템이 없으면 지나갈 수 없다. 교장을 이용해서 쫓아버릴 수 있다.(하지만 좋은 걸 달라고 말하기 전엔 안 잡혀간다.) 옆에 대놓고 this is a bully라고 써져 있다. fild trip에서는 나뭇가지를 모두 가져간다.
예술과 공예부들(영어: arts and crafters)
처음엔 플레이어를 피해 도망다니지만 노트 7권을 다 모으면 입을 벌리고 다가와 발디와 함께 시작점으로 돌아오게 한다. fild trip에서는 못 움직이게 방해한다.
빗자루(영어: Gotta Sweep)
청소실에서(빗자루만 쏙들어갈 것 같은데 옆에 WD-안삐걱임이 있다. 그래서 들어가면 속도가 느려진다.) 있는 캐릭터. 언젠가 모든 캐릭터를 쓸어버리는 어마어마한 힘으로 플레이어를 발디한테 밀어 버린다.
1등 수상물 (영어: 1st Prize)
플레이어를 밀어내는 빗자루와 다를것 없는 캐릭터. 잘하면 빗자루와 함께 돌진해서 발디를 끼게 할 수 있다. 가끔씩 발디를 밀어 플레이어에게 보낸다.
0등 수상물
멜빵바지에 베레모를 쓰고있고 빗자루를 들고 있는 사람 형태의 캐릭터. 본게임에선 등장하지 않고 데이터로만 남아있다. 빗자루를 들고 있는것을 보면 스윕의 초기 디자인이었던 것으로 추정된다.

### 기타 캐릭터
구름콥터(영어: Cloud Copter)
불에 빚이 밝을 때 나타나는 헬기. 위험하지만 겁이 너무 많다. +에 다시 등장한다. 이때는 바람을 일으켜 플레이어를 느리게 만든다. 반대로는 빠르게 갈 수 있다. 이때 문을 열면 발디가 소리를 못 듣는다. baldi's basic fild trip에서는 불이 밝을 때 불을 빨리 끌 수 있게 유도한다.
필름 네임 2(영어: Filename2)
모든 문제를 다 틀리고 끝났을시에 발디의 사무소에서 나오는 정체모를 캐릭터. 이상한 괴음을 내면서 대화를 하는 소름돋는 캐릭터. (발디의 진짜 모습 또 무전기로 통화 할 수 있다.)
조(영어: Joe)
직접 등장은 아니지만 암시는 되었있다. 특히 그의 말소리가 들리는데 시끄러워서 귀막음 주의. 발디의 버스 원래 주인.
피더 패이스(영어: Place Face)
에러를 내는 캐릭터. 발디의 사무실에서 등장하고 교장을 좋아한다.
플레이어(영어: Player)
이 게임에서 거의 유일하게 정상적인 캐릭터. 모습은 공식적으로 회색 바통 모양이다. 7개의 공책을 반마다 1개씩 놓고 와서 다시 가지러 학교에 왔는데 발디로부터 죽을 위기에 처한 비운의 캐릭터. 여러 밈에서 자신을 플레이어처럼 해놓든가, 회색 몸과 옷에 얼굴에 P라고 적힌 애를 플레이어로 칭한다.
어느 노래 유튜버가 만든 '행동의 기본' 이라는 노래에선 주인공이 갈색 머리에 연두색 혹은 분홍색 옷과 바지를 입고 있는것으로 묘사되는데, 사실상 커뮤니티에선 그 모습이 거의 공식으로 굳어진 분위기인데, 아직까지도 개발진들은 상관을 하지 않고 있다.